# Thíra (dème)
Pour les articles homonymes, voir Thíra.
Thíra (en grec moderne : Δήμος Θήρας, Dímos Thíras) est un dème (municipalité) situé dans la périphérie de l'Égée-Méridionale en Grèce. 
Le dème actuel est issu de la fusion, lors du programme Kallikratis de 2010, entre l'ancien dème de Théra et l'ancienne communauté d'Oia, devenus des districts municipaux.
Selon le recensement de 2011, la population du dème s'élève à 15 550 habitants.
Théra ou Thíra (Θήρα) est l'autre nom de l'île de Santorin.